# 루미너스 고베 2

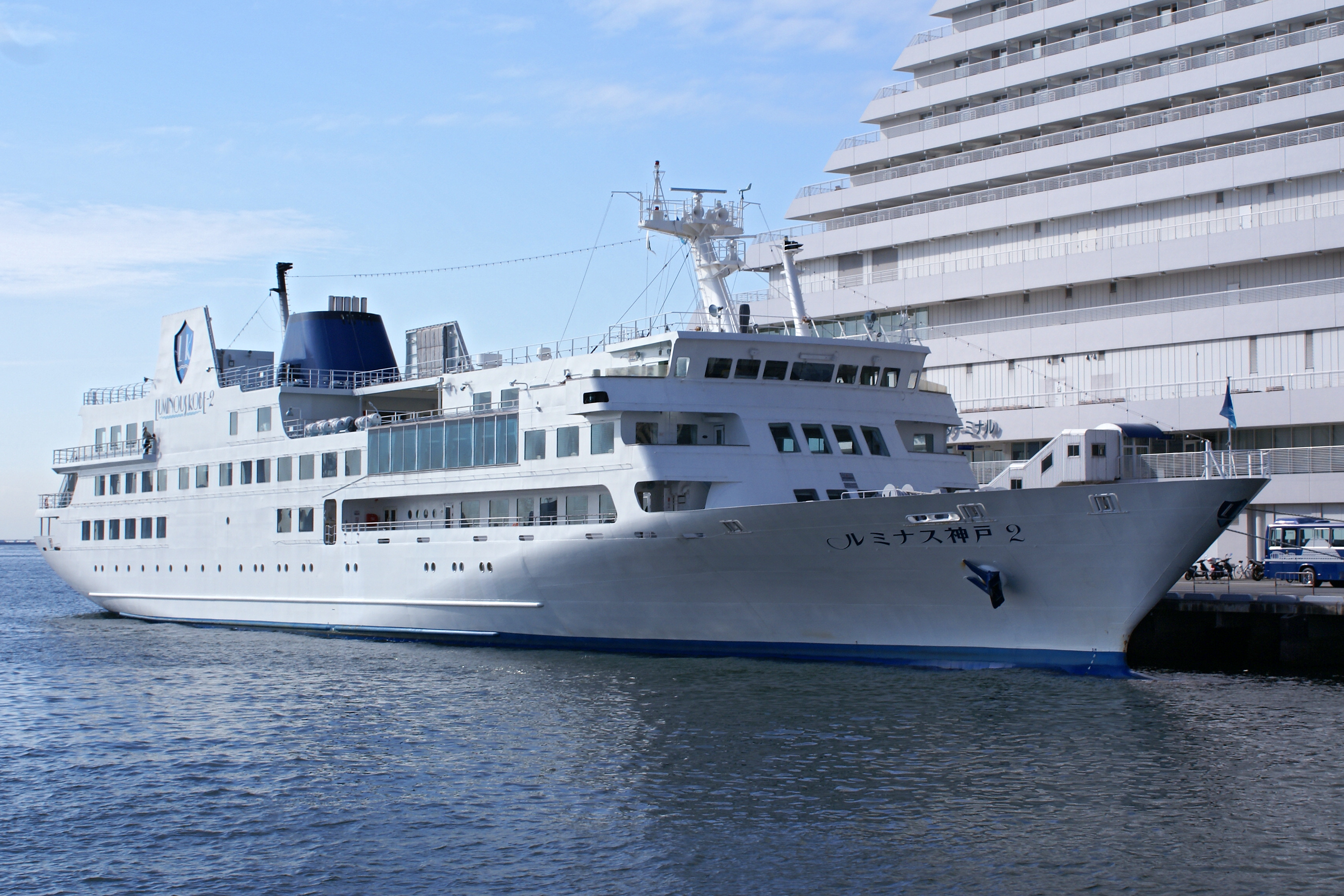
루미너스 고베 2

루미너스 고베 2(일본어: ルミナス神戸2 ルミナスこうべツー[*], 영어: Luminous Kobe 2)는 일본 고베항 나카톳테이에서 출발하는 여객선으로, 일본 최대의 레스토랑 배이다. 루미너스 크루즈 주식회사가 운항하고 있다. 일본 최초의 레스토랑 배인 초대 루미너스 고베 (1987년 취항 / 3,900 t / 여객 정원 750명) 대신 1994년에 취항했다. 총 톤수 4,778t, 여객 정원 1,000명으로, 전보다 배가 커졌으며, 외관 및 인테리어 모두 프랑스 여객선 SS 노르망디를 표현한 화려한 구조로 되어있다.